# Cooper-Nowitzki teorém
Cooper-Nowitzki teorém je šestý díl druhé řady amerického televizního seriálu Teorie velkého třesku. V této epizodě hostují Riki Lindhome a Emily Happe. Režisérem epizody je Mark Cendrowski.

## Děj
Studentka Ramona (Riki Lindhome), kterou na univerzitě vyučují Leonard se Sheldonem se rozhodne, že se Sheldonovi chce dostat do života a být jeho přítelkyní/asistentkou/manažerkou. Ukáže se, že je dostatečně schopnou k tomu, aby byla nápomocna při jeho práci, zároveň Sheldonovi imponuje, že je silnější ve verbální konfrontaci s Leslie. Nečeká ale, že se nastěhuje k němu do bytu, kontroluje vše, co dělá a odrazuje ho od jeho zálib jen proto, aby se plně věnoval své práci. Sheldon rozpoznává, že se dostává do jakéhosi "vztahu" s Ramonou, což se mu nelíbí a neúspěšně žádá o pomoc Leonarda s Penny. Znenadání ale udělá ve své práci průlom a Ramoně řekně, že bez ní by to nedokázal a rád by se jí nějak odvděčil. Ona doufá, že by se o jeho objev mohli podělit a nazvat ho "Cooper-Nowitzki teorém". Sheldon se zmateně zeptá, kdo že to je "Nowitzki". Jakmile Ramona sdělí, že je to její příjmení, Sheldon ji vyhodí. Na závěr epizody Sheldona osloví další studentka (Emily Happe), která si přečetla o jeho novém objevu a vše začíná "nanovo".

## Obsazení
| Johnny Galecki  | Leonard Hofstadter |
| Jim Parsons     | Sheldon Cooper     |
| Kaley Cuoco     | Penny              |
| Simon Helberg   | Howard Wolowitz    |
| Kunal Nayyar    | Raj Koothrappali   |
| Sara Gilbertová | Leslie Winkle      |
| Riki Lindhome   | Ramona Nowitzki    |
| Emily Happe     | Kathy O’Brien      |